# WorldShopping BIZ
WorldShopping BIZ（ワールドショッピング・ビズ）は、株式会社ジグザグが提供する越境EC支援サービスの総称である。海外販売対応をはじめたいすべてのEC事業者に対して、多言語対応・海外決済・海外配送までを一気通貫でサービス提供する。

## 概要
本サービスは、「国内EC事業者」と「日本のECサイトで買い物を楽しみたい海外在住の消費者」双方を支援する越境EC支援サービスである。
国内向けのECサイト内に「JavaScriptタグ」を一行追加することで、海外顧客からのアクセスに対してWorldShopping BIZ（本サービス）が購買代行を行うことを海外顧客に通知し、カート処理以降のオペレーションをジグザグ社が介在して「購買代行処理」することで、EC事業者側が直接海外取引（海外決済や国際配送）対応を行うことなく、海外顧客への販売が実現できる仕組みとなっている。

## 特長
『WorldShopping BIZチェックアウト』は、JavaScriptタグを1行挿入するだけでサービスが開始できるため、特別なサイト改修やシステム構築を要さず、自前で越境ECを始めるよりも低コストで海外販売対応できる点が魅力。

## 沿革
- 2016年4月 - 商品ページの自動翻訳と多言語検索を実現する『WorldShopping BIZスタンダード』サービス開始
- 2017年
  - 4月 - 特許6132379号「ECの海外への提供を支援するための方法、そのためのプログラム、及びサーバ」を取得
  - 8月 - 世界125か国に向けた海外販売対応を、タグ設置のみで実現する『WorldShopping BIZチェックアウト』サービス開始
- 2018年8月 - 『WorldShopping BIZチェックアウト』に、オプション機能として「不正決済防止機能（セキュアペイメント）」をリリース。不正決済リスクをはらむ海外アクセスを『WorldShopping BIZチェックアウト』のショッピングカートに振り分けてEC事業者の不正決済被害を防止

## 加盟団体
- 独立行政法人中小企業基盤整備機構　越境EC委員
- 独立行政法人中小企業基盤整備機構　EC・IT活用支援パートナー企業

## 参考：特許
- 特許6132379号「ECの海外への提供を支援するための方法、そのためのプログラム、及びサーバ」で特許登録（2017年4月28日）https://www.j-platpat.inpit.go.jp/
- 特許第6508865号「ECの海外への提供を支援するための方法及びプログラム及びにそれを用いる装置」で特許登録（2019年4月12日）https://www.j-platpat.inpit.go.jp/